# NEC Platforms Red Falcons
Los NEC Platforms Red Falcons (NECプラットフォームズレッドファルコンズ Enu-Ī-Shī Purattofōmuzu Reddo Farukonzu?) son un equipo de sóftbol femenino de Japón con sede en Kakegawa, Shizuoka. Compiten en la East Division de la Japan Diamond Softball League (JD.League).

## Historia
Los Red Falcons fueron fundados en 1983 como equipo de sóftbol de NEC Shizuoka (una fábrica de NEC).
La Japan Diamond Softball League (JD.League) se fundó en 2022, y los Red Falcons se unieron a la nueva liga formando parte de la East Division.

## Roster actual
- Actualizado el abril de 2022.[4]

| Posición        | N.º       | Nombre          | Edad      | Altura              | Bateo     | Lanz.     | Notas     |
| Jugadoras       | Jugadoras | Jugadoras       | Jugadoras | Jugadoras           | Jugadoras | Jugadoras | Jugadoras |
| --------------- | --------- | --------------- | --------- | ------------------- | --------- | --------- | --------- |
| Lanzadoras      | 11        | Akane Takayama  | 21 años   | 180 cm (5 ft 11 in) | Izquierda | Derecha   |           |
| Lanzadoras      | 14        | Mizuki Yokotani | 26 años   | 157 cm (5 ft 2 in)  | Derecha   | Derecha   |           |
| Lanzadoras      | 15        | Minami Imamura  | 26 años   | 164 cm (5 ft 5 in)  | Derecha   | Derecha   |           |
| Lanzadoras      | 16        | Sayuri Terasawa | 28 años   | 169 cm (5 ft 7 in)  | Izquierda | Derecha   |           |
| Lanzadoras      | 18        | Arina Oba       | 27 años   | 164 cm (5 ft 5 in)  | Izquierda | Izquierda |           |
| Receptoras      | 8         | Ayane Sakamoto  | 26 años   | 160 cm (5 ft 3 in)  | Derecha   | Derecha   |           |
| Receptoras      | 22        | Suzuka Hisaeda  | 23 años   | 163 cm (5 ft 4 in)  | Derecha   | Derecha   |           |
| Cuadro interior | 1         | Annu Kakuno     | 27 años   | 160 cm (5 ft 3 in)  | Derecha   | Derecha   |           |
| Cuadro interior | 3         | Saaya Mine      | 27 años   | 160 cm (5 ft 3 in)  | Izquierda | Derecha   |           |
| Cuadro interior | 5         | Minori Takeuchi | 25 años   | 169 cm (5 ft 7 in)  | Derecha   | Derecha   |           |
| Cuadro interior | 6         | Natsuki Kawai   | 26 años   | 158 cm (5 ft 2 in)  | Izquierda | Derecha   |           |
| Cuadro interior | 9         | Yuka Sato       | 25 años   | 172 cm (5 ft 8 in)  | Izquierda | Derecha   |           |
| Cuadro interior | 10        | Shiori Shimizu  | 29 años   | 168 cm (5 ft 6 in)  | Derecha   | Derecha   |           |
| Cuadro interior | 21        | Iroha Suwa      | 26 años   | 169 cm (5 ft 7 in)  | Derecha   | Derecha   |           |
| Cuadro interior | 24        | Saya Matsumoto  | 23 años   | 160 cm (5 ft 3 in)  | Derecha   | Derecha   |           |
| Cuadro interior | 25        | Himari Murata   | 25 años   | 164 cm (5 ft 5 in)  | Izquierda | Derecha   |           |
| Cuadro interior | 27        | Amane Kanai     | 23 años   | 160 cm (5 ft 3 in)  | Izquierda | Derecha   |           |
| Cuadro interior | 28        | Rena Nakano     | 23 años   | 157 cm (5 ft 2 in)  | Derecha   | Derecha   |           |
| Jardineras      | 7         | Yui Ogawara     | 29 años   | 163 cm (5 ft 4 in)  | Izquierda | Derecha   |           |
| Jardineras      | 12        | Yuzuha Bundo    | 25 años   | 159 cm (5 ft 3 in)  | Derecha   | Derecha   |           |
| Jardineras      | 19        | Hinami Hara     | 22 años   | 170 cm (5 ft 7 in)  | Izquierda | Derecha   |           |
| Jardineras      | 29        | Miki Fukushima  | 21 años   | 165 cm (5 ft 5 in)  | Derecha   | Derecha   |           |
| Cuerpo técnico  |           |                 |           |                     |           |           |           |
| Mánager         | 30        | Kasumi Mizoe    | 39 años   | -                   | -         | -         |           |
| Entrenadores    | 31        | Hitomi Sasaki   | 39 años   | -                   | -         | -         |           |
| Entrenadores    | 32        | Shiho Yamanaka  | 33 años   | -                   | -         | -         |           |